# Pamukkale
Pamukkale, v turščini pomeni 'bombažna palača', je naravno območje v Denizliju na jugozahodu Turčije. Območje je znano po karbonatnem mineralu, ki ga odlaga tekoča voda.  Leži v turški regiji Sredozemlje v dolini reke Menderes, ki ima zmerno podnebje večino leta.
Skoraj 200 m visoko nad ravnico, so vode polne kalcita, ustvarile Pamukkale, neresnično pokrajino, sestavljeno iz mineralnih gozdov, okamenelih slapov in niza terasastih bazenov. Konec 2. stoletja pr. n. št. je rodbina Atalidov, pergamonskih kraljev, ustanovila termalno zdravilišče Hierapolis, območje ki je dolgo približno 2700 metrov, širok 600 m in visok 160 m.. Na mestu lahko vidite razvaline kopeli, templjev in drugih grških spomenikov
Turško ime se nanaša na površino svetlečega, snežno belega apnenca, ki so ga skozi tisočletja oblikovali izviri, bogati s kalcijem. Ti počasi polzijo po prostranem pobočju, mineralno bogata voda se peni in nabira v terasah, preliva se skozi kaskade stalaktitov v mlečne bazene spodaj. Legenda pravi, da so tvorbe strjen bombaž (glavni pridelek na tem območju), ki so ga velikani pustili, da se posuši.
Turizem in privlačnost termalnih bazenov sta prisotna že tisočletja. Že sredi 20. stoletja so nad ruševinami Hierapolisa zgradili hotele, kar je povzročilo precejšnjo škodo. Iz doline je bila čez terase zgrajena pristopna cesta, motorna kolesa pa so smela gor in dol po pobočju. Ko je bilo območje razglašeno za območje svetovne dediščine, so hotele porušili, cesto odstranili in nadomestili z umetnimi bazeni.
Dobro ohranjene rimske ruševine in muzej Pamukkale, zasenčena z naravnim čudom, sta bila izjemno podcenjena in neoglaševana. V turističnih brošurah v zadnjih 20 letih so v glavnem predstavljene fotografije ljudi, ki se kopajo v bazenih s kalcijem. Poleg majhne pešpoti, ki vodi navzgor po gorskem pobočju, so terase trenutno nedostopne, saj so pod nogami turistov doživele erozijo in onesnaženje.

## Geologija
Terase Pamukkale so narejene iz travertina, sedimentne kamnine, ki jo odlaga voda iz vročih vrelcev. 
Na tem območju je 17 vrelcev tople vode, v katerih se temperatura giblje od 35 ° C do 100 ° C. Voda, ki izvira iz izvira, se pretaka 320 metrov do vrha travertinskih teras in odlaga kalcijev karbonat na odseku dolžine 60 do 70 metrov, in široke 24 metrov do 30 metrov. Ko voda, nasičena s kalcijevim karbonatom, doseže površino, se ogljikov dioksid iz nje izloči, kalcijev karbonat pa odloži. Voda kalcijev karbonat odlaga kot mehak gel, ki sčasoma kristalizira v travertin.
Izjemen je razvoj zapletenega sistema kanalov, ki prinašajo termalno vodo v bližnje vasi in polja. Izviri so vir hidravličnega sistema, ki se razprostira 70 km severozahodno do Alasehirja in zahodno po dolini reke Menderes.

## Zgodovina
Ta izjemna pokrajina je bila v središču zanimanja obiskovalcev bližnjega helenističnega zdraviliškega mesta Hierapolis, ki so ga na mestu antičnega kulta ustanovili atalidski kralji Pergamona konec 2. stoletja pred našim štetjem. Topli vrelci so bili uporabljeni tudi za čiščenje in sušenje volne. Hierapolis, ki so ga  zasedli Rimljani leta 133 pred našim štetjem, je dosegel svoj vrhunec v 2. in 3. stoletju našega štetja, ko ga je leta 60 uničil potres in so ga obnovili. Ostanki grško-rimskega obdobja so kopeli, ruševine templjev, monumentalni lok, nimfej, nekropola in gledališče. Po sprejemu krščanstva leta 330 je mesto postalo škofija. Kot mesto mučeništva sv. Filipa, je v 5. stoletju Hierapolis z več cerkvami postal pomembno versko središče za Vzhodno rimsko cesarstvo.

## Muzej
V muzeju so poleg zgodovinskih artefaktov iz Hierapolisa tudi artefakti iz Laodiceje, Colossae, Tripolisa, Attude in drugih mest doline Lycos (Çürüksu). Poleg teh ima muzej tudi velik oddelek, namenjen artefaktom, ki so ga našli pri Beycesultanu Hüyük in vključuje nekaj najlepših primerov obrti iz bronaste dobe.
V tem muzeju so na ogled tudi umetnine iz regij Karija, Pizidija in Lidija. Razstavni prostor muzeja je sestavljen iz treh zaprtih območij kopeli Hierapolis in odprtih površin na vzhodni strani, za katere je znano, da se uporabljajo kot knjižnica in telovadnica. Artefakti v odprtem razstavnem prostoru so večinoma marmor in kamen. Hierapolis je razpadel v ruševine.

## Turistična znamenitost
Pamukkale je turistična znamenitost, priznana je kot svetovna dediščina skupaj s Hierapolisom od leta 1988.
Ploutonion v Hierapolisu (starogrško: Πλουτώνειον Ploutōneion, 'kraj Plutona'; latinsko Plutonium) ali Plutonova vrata je bil ploutonion (versko mesto, posvečeno bogu Plutonu) v antičnem mestu Hierapolis v bližini Pamukkal v sodobni turški provinci Denizli. Najdišče so odkrili leta 1965 italijanski arheologi, ki so v desetletju objavljali poročila o svojih izkopavanjih. Leta 2013 so raziskovali italijanski arheologi pod vodstvom Francesca D'Andria, profesorja arheologije na Univerzi v Salentu. Kot del obnovitvenega projekta je bila na prvotnem mestu obnovljena replika marmornatega kipa Hada in Cerberusa. Kip je znan, da je bil tam že v starih časih.
V bazenih je mogoče najti paglavce.

## Zaščitena termalna voda
Hoteli, zgrajeni v 1960-ih so bili porušeni, ko so zlivali termalno vodo v svoje bazene in povzročili škodo na terasah. Dovod vode v hotele je omejen v prizadevanju za ohranitev celotnega območja in omogočanje da se nanosi regenerirajo.
Dostop do teras ni dovoljen, obiskovalce pa prosijo, naj sledijo poti .

## Galerija
- Bazeni Pamukkale
- Vroči izviri Pamukkale
- Pamukkale, ob vznožju izvirov

## Pobratena mesta
Pamukkale so pobratene z:
- Eger, Madžarska
- Las Vegas, ZDA